# Đường mòn Oregon
Những người tiên phong du hành suốt Đường mòn Oregon, một trong các con đường di dân trên bộ chính yếu của lục địa Bắc Mỹ, bằng các toa xe kéo để định cư trong những phần đất mới của Hoa Kỳ trong thế kỷ 19. Đường mòn Oregon đã giúp Hoa Kỳ thực hiện mục tiêu văn hóa Vận mệnh Hiển nhiên, đó là việc mở rộng lãnh thổ quốc gia từ Đại Tây Dương đến Thái Bình Dương. Cuộc hành trình từ 5 đến 6 tháng kéo dài trên phân nửa lục địa khi con đường mòn mở rộng 2.170 dặm Anh (3.500 cây số) về phía tây xuyên qua các lãnh thổ và vùng đất mà sau này trở thành 6 tiểu bang của Hoa Kỳ là Missouri, Kansas, Nebraska, Wyoming, Idaho và Oregon. Giữa 1841 và 1869, Đường mòn Oregon được người định cư dùng để di cư đến Tây Bắc Thái Bình Dương của Hoa Kỳ ngày nay. Ngay sau khi đường xe lửa liên lục địa đầu tiên được xây vào năm 1869, việc sử dụng đường mòn này bởi những người du hành đường xa thưa thớt dần khi đường xe lửa từ từ thay thế nó.

## Lịch sử

### Những người Astoria
Con đường trên bộ đầu tiên băng ngang lục địa mà bây giờ là Hoa Kỳ và đã được vẽ bản đồ một cách rõ ràng là con đường mà Lewis và Clark đã đi qua từ năm 1804 đến năm 1805. Họ tin rằng họ đã tìm được một con đường thực tiễn để đến duyên hải miền tây. Tuy nhiên, con đèo băng ngang Rặng Thạch Sơn mà họ sử dụng có tên là Đèo Lolo quá ra rất khó cho các toa xe kéo vượt qua. Năm 1810, John Jacob Astor chuẩn bị một cuộc hành trình thám hiểm (thường được biết là Cuộc hành trình thám hiểm Astor hay Những người Astoria) để tìm con đường vận tải trên bộ cho việc thiết lập một trạm trao đổi mua bán da thú ở cửa sông Columbia ngay đồn Astoria. Đa số những người cộng tác với Astor và tất cả những người đồng hành của ông là cực nhân viên của Công ty Tây Bắc (North West Company) hay còn được biết là Nor'Westers.
Vì sợ bị người bản thổ Mỹ "Bàn chân Đen" (Blackfoot) tấn công nên đoàn thám hiểm rẻ về phía nam con đường của Lewis và Clark, vùng bây giờ là Nam Dakota. Sau đó họ đi qua vùng bây giờ là Wyoming và rồi đi xuống sông Snake đến sông Columbia.
Nhóm người của đoàn trong đó có Robert Stuart quay trở lại phía đông sau khi ban giám đốc của Công ty Da thú Mỹ bán đồn lủy ở đó cho ban giám đốc Công ty Tây Bắc thuộc Vương quốc Anh. Đoàn thám hiểm bất chợt gặp Đèo Nam: một con đèo rộng, thấp xuyên qua Rặng Thạch Sơn tại Wyoming. Đoàn thám hiểm tiếp tục đi theo ngã sông Platte. Con đường này quá ra là con đường thực tiễn đối với toa xe kéo. Nhật ký của Stuart có ghi chép lại tỉ mỉ về điều này.
Đồn Astoria được giao lại của Hoa Kỳ kiểm soát vào cuối chiến tranh. Tuy nhiên Công ty Vịnh Hudson của Vương quốc Anh trở thành công ty kiểm soát việc mua bán da thú trong vùng, đặc biệt là sau khi nó nhập với Công ty Tây Bắc năm 1821.

### Đại hoang mạc Mỹ
Việc mở rộng lãnh thổ về phía tây đã không bắt đầu ngay lập tức. Các bản báo cáo từ các cuộc hành trình thám hiểm vào năm 1806 của Trung úy Zebulon Pike và năm 1819 của Thiếu tá Stephen Long đã diễn tả Đại Bình nguyên như "không hợp cho con người sinh sống" và như là "Đại Hoang mạc Mỹ". Những mô tả này phần nhiều dựa vào tính tương đối thiếu cây gỗ và nước lộ thiên trong vùng. Hình ảnh về những vùng đất cát hoang gợi lên những thuật từ như "sa mạc" bị xét lại sau khi có những báo cáo nói về từng đàn từng đàn bò bison khổng lồ. Không lâu sau đó thì Tầng ngậm nước Ogallala được phát hiện và được dùng cho tưới tiêu hoa màu. Đường xe lửa cho phép các nông sản được giao đến tận các chợ xa và gỗ được nhập cảng vào vùng. Trong lúc đó, Đại Bình nguyên vẫn không thu hút số đông dân định cư, đặc biệt khi so sánh với vùng đất phì nhiêu, sông lớn và các hải cảng của duyên hải Oregon.
Con đường mà sau này được gọi là Đường mòn Oregon bắt đầu được những nhà buôn da thú và các nhà thám hiểm thị sát vào đầu năm 1823. Đường mòn bắt đầu được các nhà buôn da thú, các đoàn truyền đạo, và các đoàn trinh sát của quân đội sử dụng thường xuyên trong thập niên 1830. Vào cùng lúc đó, một nhóm nhỏ gồm những cá nhân và gia đình đã cố gắng lần theo con đường và một số trong đó đã thành công đi đến Đồn Vancouver thuộc bang Washington.

### Nhóm người Peoria
Ngày 1 tháng 5 năm 1839, một nhóm người từ Peoria, Illinois khởi hành với ý định thuộc địa hóa Xứ Oregon nhân danh Hoa Kỳ và đuổi các công ty mua bán da thú của Vương quốc Anh đang hoạt động ở đó. Những người này là trong số những nhà tiên phong đầu tiên dẫm chân lên Đường mòn Oregon. Những người này do Thomas J. Farnham lãnh đạo và tự gọi họ là "Oregon Dragoons". Họ mang một lá cờ lớn có in khẩu hiệu "OREGON HOẶC LÀ MỒ CHÔN". Mặc dù nhóm này tách ra trên đường mòn, một số thành viên đã đến được Oregon và trở thành một trong những người tiên phong nổi bật thời xưa của vùng đó.

### Cuộc hành trình thám hiểm Elm Grove
Ngày 16 tháng 5 năm 1842, đoàn xe kéo có tổ chức đầu tiên trên Đường mòn Oregon khởi hành từ Elm Grove, Missouri với hơn 100 nhà tiên phong (các thành viên của đoàn sau đó không đồng ý về số lượng của đoàn người. Có người nói đoàn gồm có 160 người lớn nhỏ trong khi có người thì nói rằng cả đoàn chỉ có 105 người). Đoàn người này do Elijah White lãnh đạo. Ông được bổ nhiệm làm người nhân viên cấp thấp đặc trách về người bản thổ tại Oregon. Đây là vị viên chức Hoa Kỳ đầu tiên trong vùng (chưa được Quốc hội Hoa Kỳ xác nhận). Mặc dù chính sách của công ty là không khuyến khích di dân Hoa Kỳ nhưng John McLoughlin, đại diện của Công ty Vịnh Hudson ở Đồn Vancouver đã mời người định cư Mỹ thức ăn và cho mượn nông cụ sản xuất.

### Đất cho không
Sức thu hút to lớn nhất đối với việc định cư là được làm chủ đất mà không tốn tiền mua. Năm 1843, các dân định cư của Thung lũng Willamette qua bầu cử đã thảo ra một hiến pháp tổ chức tiến trình khẩn hoang đất trong vùng. Những cặp vợ chồng được phép tuyên bố chủ quyền 640 mẫu Anh (khoảng chừng 1 dặm vuông hay 260 hécta) không phải trả tiền và những ai độc thân có thể tuyên bố chủ quyền 320 mẫy Anh (130 hécta).
Năm 1848, Hoa Kỳ chính thức tuyên bố những gì còn lại của Xứ Oregon là lãnh thổ Hoa Kỳ sau khi hữu hiệu phân chia xứ này với Vương quốc Anh. Đạo luật Phân chia đất năm 1850 thay thế luật trước đây nhưng vẫn công nhận những phần đất đã được tuyên bố chủ quyền trước đó. Dân định cư sau năm 1850 có thể được cấp 320 mẫu Anh nếu kết hôn và 160 mẫu anh nếu độc thân. Điều kiện là phải sống và canh tác trong 4 năm. Năm 1854, đất không còn cho không nữa những vẫn còn rất rẻ; khoảng $1,25/mẫu Anh hay $0.51/hécta).

### Mở đường mòn
Sự kiện được gọi là "Đại di cư năm 1843" hay "Đoàn toa xe kéo năm 1843",, được ước tính có khoảng 1000 di dân do Marcus Whitman lãnh đạo, đã đến Thung lũng Willamette. Hàng trăm ngàn người nữa theo sau, đặc biệt là sau khi vàng được tìm thấy tại California năm 1848. Đường mòn vẫn được sử dụng trong Nội chiến Hoa Kỳ nhưng lưu thông giảm xuống sau năm 1869 khi đường xe lửa liên lục địa được hoàn thành. Đường mòn này tiếp tục được sử dụng vào trong thập niên 1890. Các xa lộ hiện đại dần dần chạy song song với nhiều đoạn của đường mòn trong đó có Quốc lộ Hoa Kỳ 26 chạy theo phần lớn chiều dài của đường mòn.
Những con đường di dân khác cho dân định cư trước khi đường xe lửa liên lục địa được xây gồm có đi theo thủy lộ bằng tàu quanh Mũi Sừng của Nam Mỹ hoặc đến eo đất nhỏ mà ngày nay là Panama nơi phân chia Bắc và Nam Mỹ. Ở đó, một cuộc hành trình bằng xe lừa gian nan qua các đầm lầy và rừng mưa nhiệt đới đầy nguy hiểm chực chờ khách du hành. Sau đó họ đi tàu đến San Francisco, California.

## Thống kê
Di cư đến Lãnh thổ Oregon gia tăng rất nhiều giữa năm 1840 và 1852. Theo Sách Thống kê về Đường mòn Oregon của William E. Hill, con số tăng lên từ 13 người năm 1840 đến 1.475 người 4 năm sau đó, gần gấp hai lần năm sau đó và đến con số 4.000 người năm 1847. Di dân giảm đáng kể trước năm 1850 khi có đến 6.000 du hành đến Oregon. Năm 1851 con số lại giảm xuống lần nữa (khoản 3.600 người) nhưng gia tăng trở lại với con số 10.000 người năm 1852. Cũng trong năm đó có khoảng 60.000 di cư đến Utah và California. Con số 13.500 người nữa đến Oregon trong năm 1853-54. Năm 1859 khi Oregon trở thành tiểu bang có đến 5.000 người đến Oregon.
Trong 20 năm từ 1840-1859 có khoảng 52.000 di dân đến Oregon, nhưng gần 5 lần con số đó chọn đi đến California hay Utah.

## Di sản
Việc mở rộng lãnh thổ về phía tây và Đường mòn Oregon đặc biệt đã gây cảm hứng cho nhiều bài hát nói về những kinh nghiệm của người định cư. "Nông trại Chú Sam" đã khuyến khích cư dân duyên hải phía đông "Đến đây ngay. Đất của chúng ta đủ rộng lớn, vì vậy đừng lo lắng. Chú Sam đủ giàu có để cho tất cả chúng ta mỗi người 1 nông trại".
Câu chuyện về Đường mòn Oregon đã gây cảm hứng cho một trò chơi điện tử giáo dục cùng tên, đó là trò chơi The Oregon Trail.